# Therea regularis
Therea regularis är en kackerlacksart som beskrevs av Philippe Grandcolas 1993. Therea regularis ingår i släktet Therea och familjen Polyphagidae. Inga underarter finns listade i Catalogue of Life.